# Hemitriccus kaempferi
El titirijí de Kaempfer o mosqueta de Kaempfer (Hemitriccus kaempferi), es una especie de ave paseriforme de la familia Tyrannidae perteneciente al numeroso género Hemitriccus. Es endémico del sureste de Brasil.

## Distribución y hábitat
Se distribuye por una estrecha y pequeña franja costera del sureste de Brasil, desde el sureste de Paraná hasta el noreste de Santa Catarina.
Esta especie es considerada rara y local en su hábitat natural: el sotobosque de bordes de selvas húmedas de la Mata Atlántica, por debajo de los 150 m de altitud, y en crecimientos secundarios arbustivos, donde prefiere la vegetación baja, gruesa y sombreada, con abundancia de Cecropia y Heliconia, generalmente cerca de los ríos.

## Estado de conservación
El titirijí de Kaempfer ha sido calificado como vulnerable por la Unión Internacional para la Conservación de la Naturaleza (IUCN) debido a la combinación de un rápido y continuo declinio de su hábitat, una pequeña población, estimada entre 6000 y 12 000 individuos maduros y una zona de distribución pequeña y severamente fragmentada. Hasta 2016 era calificado como amenazado de extinción, pero un análisis de la pérdida de bosques sugiere que la tasa de declinio de la población puede no ser tan rápida como se temía anteriormente.

## Descripción
Mide 10 cm de longitud. Presenta contorno redondeado del cuerpo debido a su denso plumaje. Las partes superiores son de color verde oliva brillante, con matices castaños en la cabeza; frente color ocre oscuro; mejillas y área orbital de color ante a castaño; las alas son negruzcas a pardas con borde amplio amarillo pálido en las terciarias y dos barras estrechas ante oliváceo. Las partes inferiores son de color amarillo muy claro.

## Alimentación
Se alimenta de insectos y de otros invertebrados.

## Sistemática

### Descripción original
La especie H. kaempferi fue descrita por primera vez por el ornitólogo estadounidense John Todd Zimmer en 1953 bajo el nombre científico de subespecie Idioptilon mirandae kaempferi; su localidad tipo es: «Salto Pirahy, 450 ft. (c. 137 m), Joinville, Santa Catarina, Brasil»; el holotipo, una hembra adulta colectada el 3 de junio de 1929, se encuentra depositado en el Museo Americano de Historia Natural bajo el número AMNH 315108.

### Descubrimiento y redescubrimiento
Fue reconocido por primera vez cuando fue colectado por Emil Kaempfer, en 1929. Otro espécimen fue recolectado en 1950. Solamente se sabía de estos dos ejemplares hasta 1992, cuando fue por fin observado vivo. Está protegido por la legislación brasilera.

### Etimología
El nombre genérico masculino «Hemitriccus» se compone de las palabras del griego « ἡμι hēmi» que significa ‘pequeño’, y « τρικκος trikkos»: pequeño pájaro no identificado; en ornitología, «triccus» significa «atrapamoscas tirano»; y el nombre de la especie «kaempferi», conmemora al recolector alemán Emil Kaempfer (–1953).

### Taxonomía
Anteriormente estuvo incluida en el ahora obsoleto género Idioptilon junto a otras especies del presente género. Fue descrita y considerada como una subespecie de Hemitriccus mirandae. Es monotípica.